# Cordier-Diagramm
Das Cordier-Diagramm ist ein Diagramm aus dem Bereich der Strömungsmaschinen wie Turbinen, Pumpen, Verdichter. Benannt wurde es nach Otto Cordier, der dieses 1953 vorstellte. Es stellt den Zusammenhang zwischen der Laufzahl σ (bzw. der spezifischen Drehzahl) und der Durchmesserzahl δ (bzw. dem spezifischen Durchmesser) von einstufigen Turbomaschinen mit hohem Wirkungsgrad dar. Das Cordier-Diagramm ist ein wichtiges Werkzeug beim Entwurf von Turbomaschinen und findet auch gegenwärtig weiterhin Anwendung.

## Grundlagen

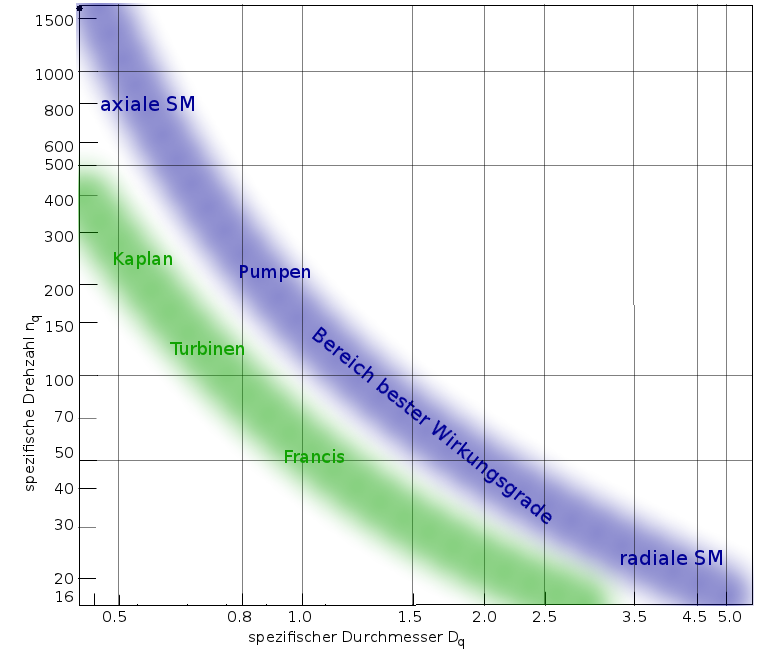
D_q, n_q -Diagramm nach Werten von Cordier

Laufzahl und Durchmesserzahl sind dimensionslose Kennzahlen. Die Laufzahl wird berechnet zu
{\displaystyle \sigma =n\cdot {\frac {\sqrt {\dot {V}}}{(2\cdot Y)^{3/4}}}\cdot 2\cdot {\sqrt {\pi }}}
und die Durchmesserzahl zu
{\displaystyle \delta =D\cdot {\sqrt[{4}]{\frac {2\cdot Y}{{\dot {V}}^{2}}}}\cdot {\frac {\sqrt {\pi }}{2}}}
In die Formeln gehen der Volumenstrom {\displaystyle {\dot {V}}} und die spezifische Stutzenarbeit {\displaystyle Y} ein. Nimmt man diese beiden Größen als durch das Förderproblem gegeben an, so ist die Laufzahl nur von der Drehzahl {\displaystyle n} und die Durchmesserzahl nur vom Rotordurchmesser {\displaystyle D} abhängig.
Cordier hat in seiner Arbeit für einstufige Turbomaschinen von bestem Wirkungsgrad die Laufzahl und die Durchmesserzahl in dem Betriebspunkt berechnet und in ein {\displaystyle \sigma ,\delta }-Diagramm (später als Cordier-Diagramm bezeichnet) eingetragen. Er erkannte, dass diese Werte in einem schmalen Band um eine Kurve liegen.
Die spezifische Drehzahl {\displaystyle n_{q}} und der spezifische Durchmesser {\displaystyle D_{q}} errechnen sich äquivalent durch
{\displaystyle n_{q}=n\cdot {\frac {{\dot {V}}^{1/2}}{H^{3/4}}}}
{\displaystyle D_{q}=D\cdot {\frac {H^{1/4}}{{\dot {V}}^{1/2}}}}
und unterscheiden sich jeweils nur durch eine Konstante in der die Erdbeschleunigung enthalten ist von der Laufzahl und der Durchmesserzahl. H ist die totale Förderhöhe.

## Anwendungen
Bei gegebenen Volumenstrom und gegebener spezifischen Stutzenarbeit sind mit dem Cordier-Diagramm folgende Projektierungen möglich:
- Bestimmung des optimalen Rotordurchmessers, wenn die Drehzahl festgelegt wird.
- Bestimmung der optimalen Drehzahl, wenn der Rotordurchmesser festgelegt wird.

Weiterhin lässt sich überprüfen, ob bestehende Maschinen optimal ausgelegt sind, das heißt höchst möglichen Wirkungsgrad besitzen.